# The Big Lift
The Big Lift (br: Ilusão Perdida) é um filme estadunidense de 1950, dirigido por George Seaton e estrelado por Montgomery Clift e Paul Douglas.

## Elenco
- Montgomery Clift como T/Sgt. Danny MacCullough
- Paul Douglas como M/Sgt. Hank Kowalski
- Cornell Borchers como Frederica Burkhardt
- Bruni Löbel como Gerda
- O.E. Hasse como Stieber